# Prefectura de Ishikawa
La prefectura de Ishikawa (石川県 Ishikawa-ken?) está ubicada en la región de Chūbu en la isla de Honshu, Japón. La prefectura de Ishikawa tiene una población de 1.140.573 (31 de octubre de 2019) y tiene un área geográfica de 4.186 km
Kanazawa es la capital y la ciudad más grande de la prefectura de Ishikawa, con otras ciudades importantes como Hakusan, Komatsu y Kaga. Ishikawa se encuentra en la costa del Mar de Japón y presenta la mayor parte de la Península de Noto que forma la Bahía de Toyama, una de las bahías más grandes de Japón. La prefectura de Ishikawa es parte de la región histórica de Hokuriku y anteriormente un importante centro poblado, que contenía algunos de los han (dominios) más ricos de la era feudal japonesa.

## Historia
Ishikawa fue formada, en 1872, por la fusión de la provincia de Kaga con su vecina al norte, la provincia de Noto. Esta reestructuración del territorio no fue sino una más de las muchas medidas que llegaron con el nacimiento de la Era Meiji (1868-1912) y su modernización del país.
El 5 de mayo de 2023, la localidad de Noto de está prefectura, fue sacudida por un temblor de magnitud 6.3, dejando al menos un muerto. Nuevamente, el 1 de enero de 2024, aproximadamente a las 16:10 horas, se produjo un terremoto con una magnitud de 7,6 en la región de Noto de la prefectura, ocasionando 4 muertos, corte de electricidad y una alerta de tsunami.

## Geografía
Ishikawa se encuentra en el centro de la isla de Honshu, en la costa del mar de Japón y ocupa la mayor parte de la península de Noto que forma la bahía de Toyama, una de las más grandes del país.
A comienzos del 2012, el 13% aprox. de los terrenos de la Prefectura constaban como parques naturales.

### Geografía política
A comienzos del siglo XXI hubo una fuerte reorganización territorial, una actualización del país al nuevo milenio, que dio lugar a la creación y disolución de distritos, nuevas ciudades, etc. Todo, en su mayoría, por el imparable crecimiento y absorción de pueblos y otras localidades por las mayores ciudades de la zona.
A continuación se indica el listado actual que conforma la Prefectura de Ishikawa tras los numerosos cambios sufridos en tamaña remodelación (2004 a 2006, mayormente).

#### Ciudades
- Hakui
- Hakusan
- Kaga
- Kahoku
- Kanazawa (capital)
- Komatsu
- Nanao
- Nomi
- Nonoichi
- Suzu
- Wajima

### Pueblos
Estos son los pueblos de cada distrito:
- Distrito de Hakui
  - Hōdatsushimizu
  - Shika
- Distrito de Hōsu
  - Anamizu
  - Noto
- Distrito de Kahoku
  - Tsubata
  - Uchinada
- Distrito de Kashima
  - Nakanoto
- Distrito de Nomi
  - Kawakita

## Demografía

Pirámide de población de la prefectura de Ishikawa en 2020.

La prefectura de Ishikawa tiene una superficie de 4.186,09 km2. Según los datos del censo japonés, esta es la población de Ishikawa en los últimos años.
| 1995      | 2000      | 2005      | 2010      | 2015      |
| --------- | --------- | --------- | --------- | --------- |
| 1.180.068 | 1.180.977 | 1.174.026 | 1.169.788 | 1.154.008 |

## Economía
La industria de Ishikawa está dominada por la industria textil, en particular las telas artificiales, y la industria de la maquinaria, en particular la maquinaria de construcción.

## Cultura
Algunas muestras de arte, artesanía y cultura tradicional de esta zona:
- Porcelana de Kutani: Porcelana japonesa que nació en la villa de Kutani (hoy forma parte de la ciudad de Kaga) durante el siglo XVII y continua hoy día.
- El pan de oro de Kanazawa (Kanazawa haku) se produce con una técnica de batir el oro en láminas finas como una oblea.
- Gojinjo Daiko es un tambor japonés, patrimonio cultural de la ciudad de Wajima (desde 1961), así como patrimonio cultural inmaterial de la prefectura de Ishikawa (desde 1963).
- El festival Abare tiene fama de ser el festival más "feroz" de Noto, Ishikawa.
- Japan Tent, un evento de intercambio internacional.

## Turismo
El destino más popular dentro de la Prefectura de Ishikawa es su capital. Vía terrestre está perfectamente comunicada tanto la ciudad como toda la prefectura con el resto de Japón y en cuanto a los turistas y/o cualquier otra persona que quiera acercarse a la zona siempre están los aeropuertos de Komatsu y Noto.
Algunos lugares de especial interés:
- El Castillo Kanazawa: Castillo japonés fundado en 1583, situado en Kanazawa.
- El Jardín de Kenroku: Parque-jardín que data del Período Edo, situado en Kanazawa.
- Museo de Arte de la Prefectura de Ishikawa.
- Distrito de aguas termales de Kaga.
- Monte Haku.

## Símbolos de la prefectura
- Fritillaria camschatcensis (flor)
- Águila real (pájaro)
- Thujopsis dolabrata (árbol)

## Personas ilustres
- Hideco (Komatsu, Ishikawa, Japón) Cantante.
- Mariko Hashioka -> Natsuo Kirino (Kanazawa, Ishikawa, Japón; 29 de octubre de 1951) Escritora.
- Hideki Matsui (Neagari, Ishikawa, Japón; 12 de junio de 1974) Jugador de béisbol.
- Kaori Matsumoto (Kanazawa, Ishikawa, Japón; 11 de septiembre de 1987) Yudoca.
- Kiyoshi Nagai -> Gō Nagai (Wajima, Ishikawa, Japón; 6 de septiembre de 1945) Guionista y dibujante.
- Yasutaka Nakata (Kanazawa, Ishikawa, Japón; 6 de febrero de 1980) Compositor y DJ.
- Dejima Takeharu (Kanazawa, Ishikawa, Japón; 21 de marzo de 1974) Luchador de sumo.
- Yohei Toyoda (Komatsu, Ishikawa, Japón; 11 de abril de 1985) Futbolista.

## Lista de gobernadores
- Wakio Shibano (柴野和喜夫) (12 de abril de 1947 al 23 de febrero de 1955)
- Jūjitsu Taya (田谷充実) (24 de febrero de 1955 al 19 de febrero de 1963)
- Yōichi Nakanishi (中西陽一) (23 de febrero de 1963 al 2 de febrero de 1994)
- Masanori Tanimoto (谷本正憲) (29 de marzo de 1994 al 27 de marzo de 2022)
- Hiroshi Hase (馳浩) (28 de marzo de 2022 al presente)

## Galería

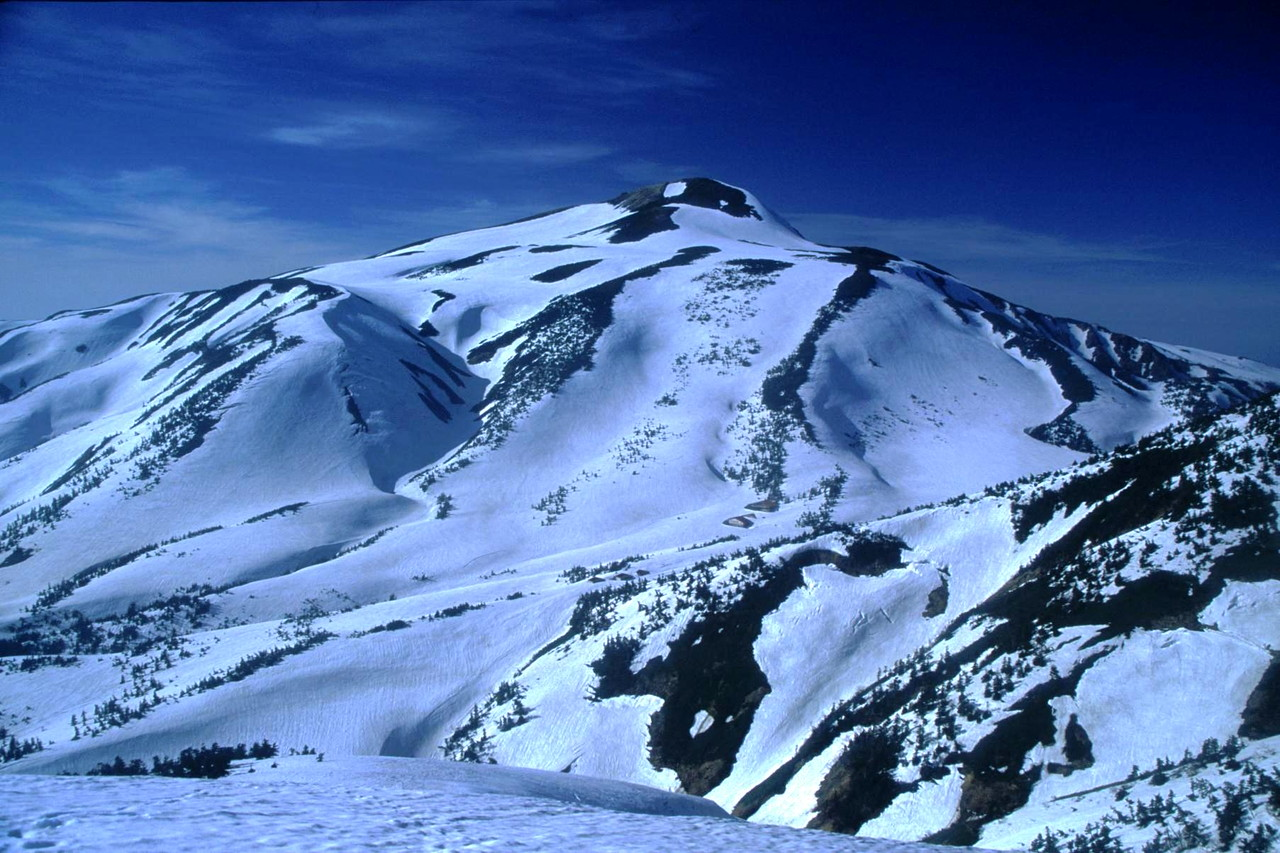
Monte Haku (2702 m)
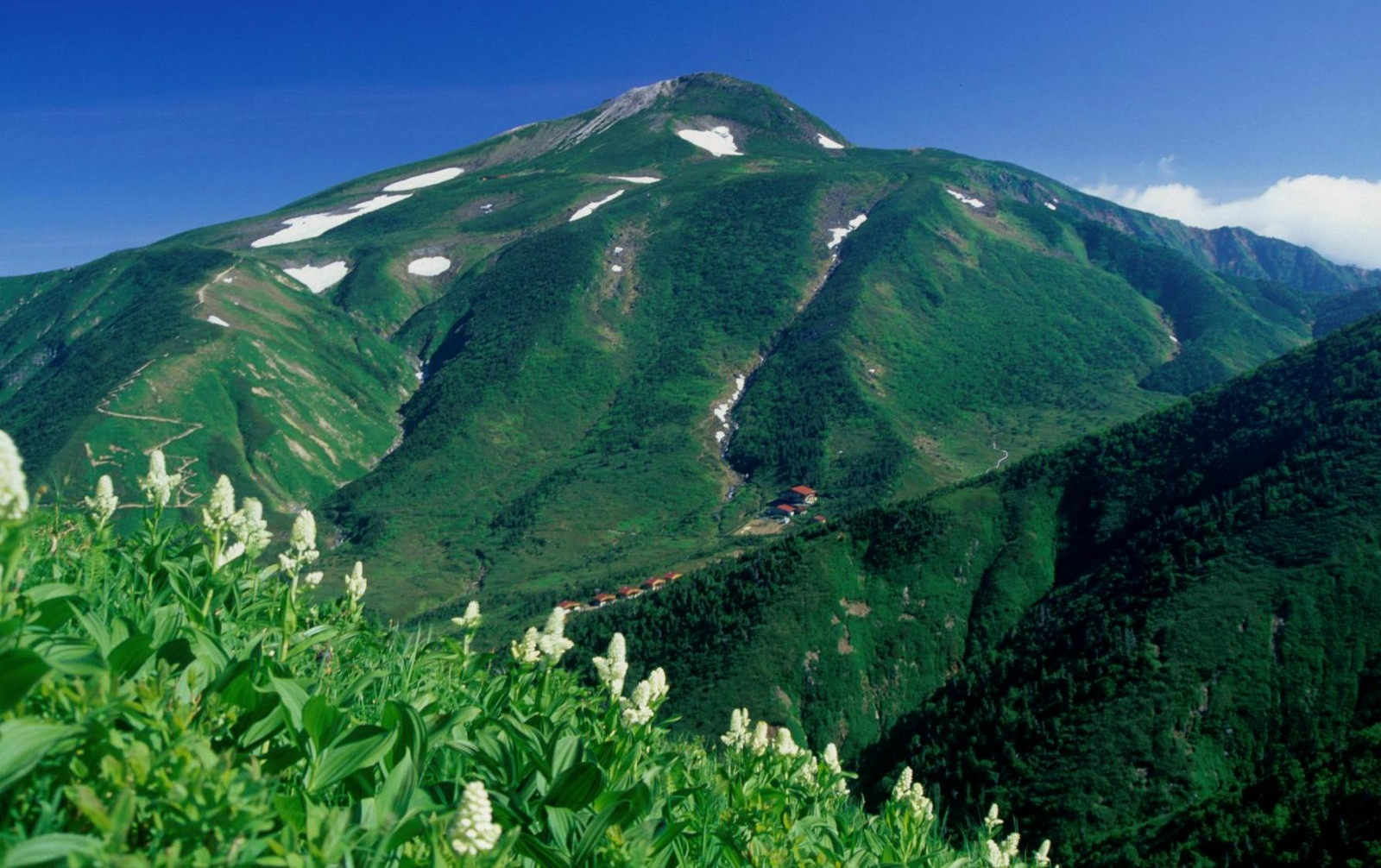
El punto más alto de toda Ishikawa
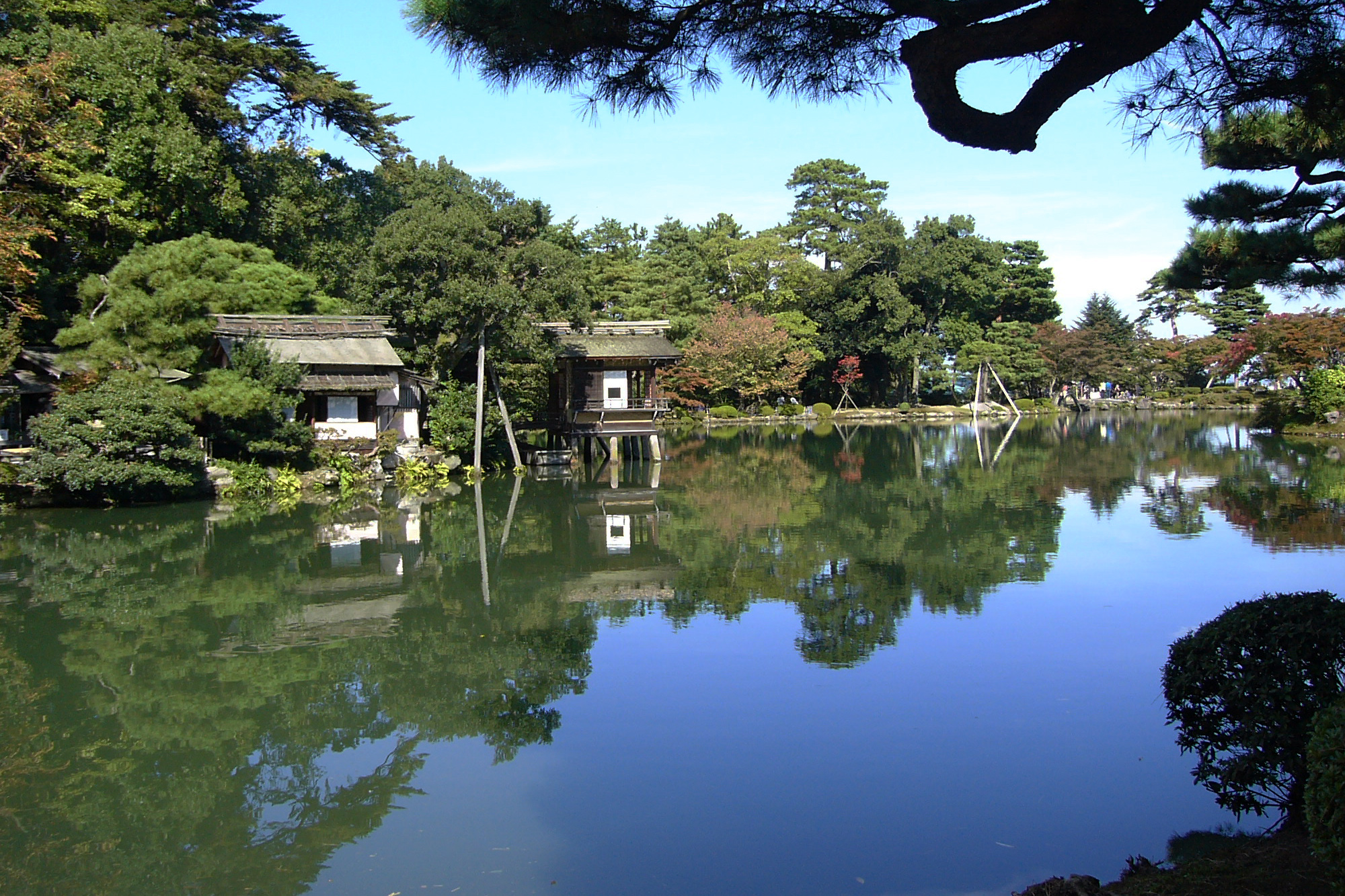
Kenrokuen / 兼六園
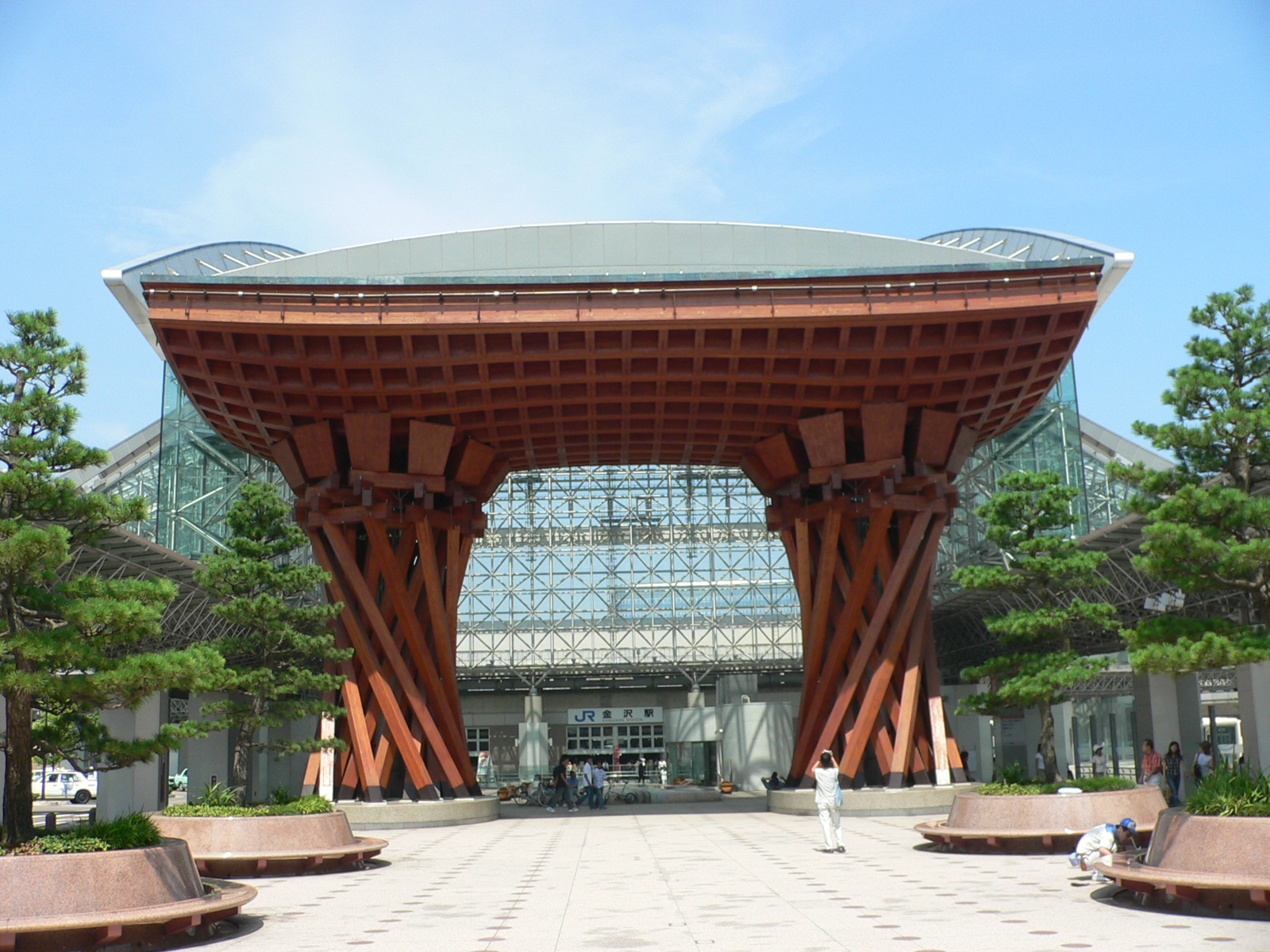
Estación de Kanazawa